# Eiernockerl

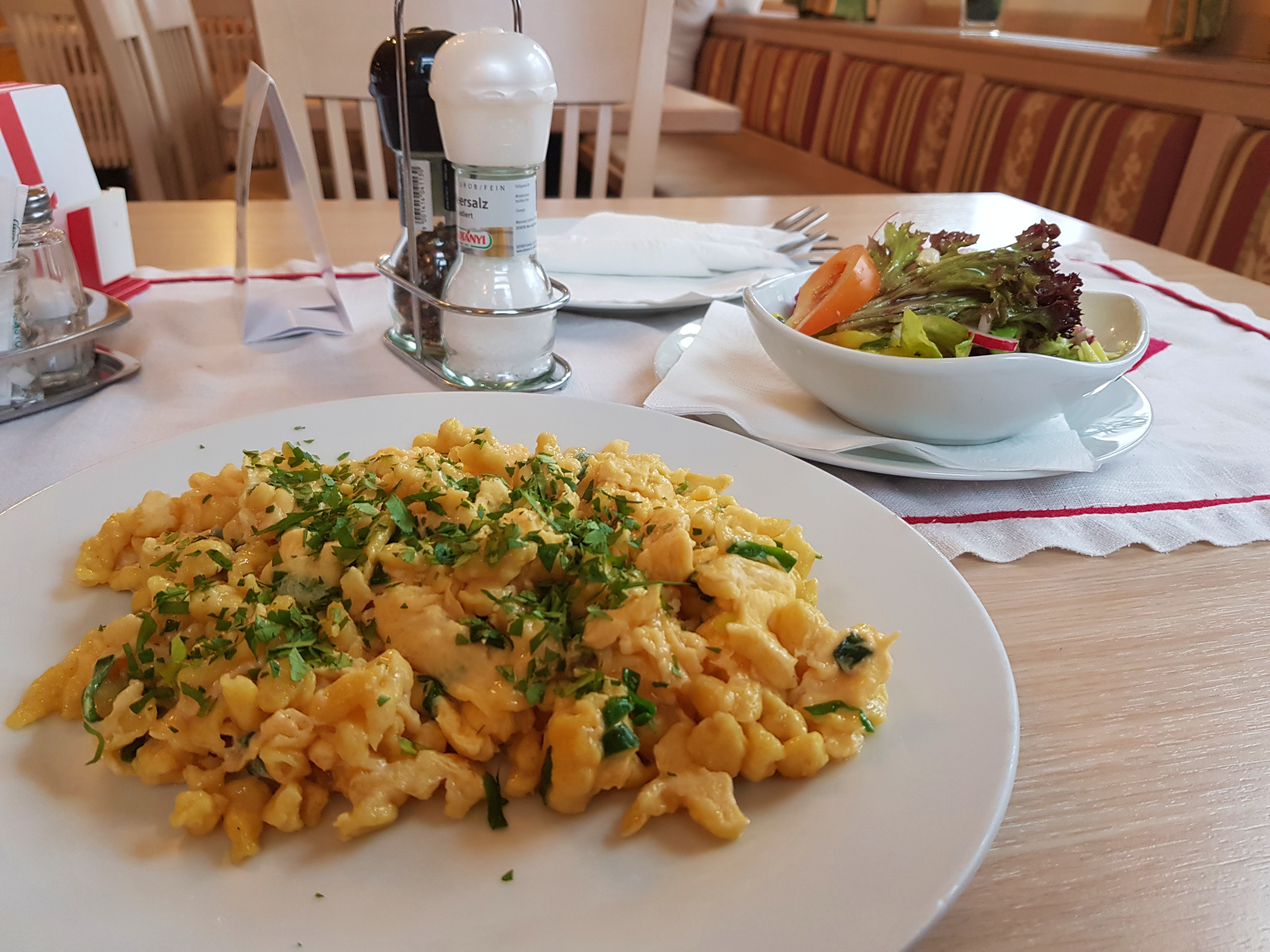
Eiernockerl mit Salat

Eiernockerl, auch Eiernockerln, sind ein einfaches österreichisches Pfannengericht aus Nockerln und Eiern, das der Wiener Küche entstammt.

## Zubereitung, Rang
Verrührte Eier (und ggf. Milch) werden mit Salz, Pfeffer und eventuell etwas Muskatnuss gewürzt und über die Nockerln gegossen, die zuvor nach dem Kochen noch mit Schmalz oder Butter leicht im Pfandel erhitzt wurden. Man wartet, bis die Eimasse gestockt ist. Häufig werden Eiernockerl mit Schnittlauch garniert und zusammen mit grünem Salat serviert.
Laut einer Umfrage der Tageszeitung Heute aus dem Jahr 2010 zählen Eiernockerln in Österreich zu den zehn beliebtesten Hauptspeisen.

## Trivia
Eiernockerln mit grünem Salat galten als die Leibspeise Adolf Hitlers. 2017 gab es eine Anzeige gegen die Kantine der Polizeikaserne in der Wiener Marokkanergasse, weil diese am 20. April, Hitlers Geburtstag, dieses Gericht als Mittagsmenü angeboten hatte; ebenso wurde im Jahr 2021 ein burgenländischer Polizist, der am 20. April 2020 ein Bild mit Eiernockerln auf Facebook postete, vom Landesgericht Eisenstadt nach dem Verbotsgesetz zu einer bedingten Haftstrafe und einer Geldstrafe verurteilt.
2019, 2021 und 2024 fanden sich unter den Beiträgen auf Facebook-Accounts einer Politikerin und eines Politikers, jeweils der FPÖ aus Niederösterreich,   Erwähnungen von Eiernockerln in Zusammenhang mit dem 20. April. Nach einer Anzeige wegen Verdachts des Verstoßes gegen das Verbotsgesetz ermittelt die Staatsanwaltschaft Korneuburg.